# Pieśni ludu polskiego (Oskar Kolberg)

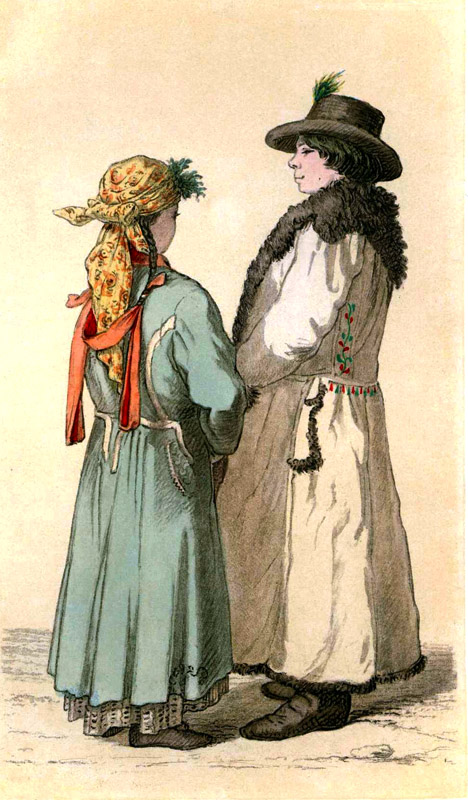
Od Warszawy (Raszyn)

Pieśni ludu polskiego Oskara Kolberga – I tom Ludu, Jego zwyczajów, sposobu życia, mowy, podań, przysłów, obrzędów, guseł, zabaw, pieśni, muzyki i tańców wydany pierwotnie w 1857 w Drukarni J. Jaworskiego w Warszawie.
Tom ten zawiera teksty i melodie 41 ballad z wariantami oraz 466 melodii tańców ludowych i przyśpiewek. Poprzedzający krótki wstęp Kolberga zawiera ogólne uwagi o muzyce ludowej.
Tom powstał w czasie, gdy Kolberg przygotowywał książkę poświęconą tylko pieśniom i tańcom, pominąwszy opisy obyczajów, przysłów, obrzędów czy zabaw. Dopiero w następnych latach wykrystalizował się pomysł potraktowania Pieśni ludu polskiego jako I tomu większej całości.